# 纳闽联邦直辖区旗
纳闽联邦直辖区旗是马来西亚联邦直辖区纳闽的代表旗帜。旗帜由红、白、蓝三色等宽横条组成，中央有黄色的新月及十四芒星。

## 象征意义
红白蓝黄四色是马来西亚国旗的颜色，象征纳闽是马来西亚的联邦直辖区。
红色象征有勇气面对一切挑战，白色象征人民提高文化修养的决心，蓝色象征人民团结一致与和睦共处，黄色象征尊崇法制、宪法和国家原则。
新月抱星象征伊斯兰教是官方宗教和遵守君主立宪制度，十四芒星象征联邦政府与十三个州属的联合关系。
星、月位于中央也意示伊斯兰教及君主立宪制能将勇气、纯洁与团结等元素统合为稳定与强盛的表现。。